# Rudziszki (sielsowiet Soły)
Rudziszki (biał. Рудзішкі; ros. Рудишки) – dawny folwark. Tereny, na których był położony, leżą obecnie na Białorusi, w obwodzie grodzieńskim, w rejonie smorgońskim, w sielsowiecie Soły.

## Historia
W czasach zaborów dwa folwarki w gminie Soły, w powiecie oszmiańskim, w guberni wileńskiej Imperium Rosyjskiego. W 1905 folwark Sulistrowskiego liczył 38 mieszkańców, 180 dziesięcin; folwark Iwanowa liczył 42 dziesięciny.
Po I wojnie światowej pod administracją polską, w Zarządzie Cywilnym Ziem Wschodnich. W latach 1920–1922 w składzie Litwy Środkowej.
Od 11 kwietnia 1922 folwark leżał w Polsce, w województwie wileńskim, w powiecie oszmiańskim, w gminie Soły.
W 1931 folwark w 1 domu zamieszkiwało 7 osób.
Wierni należeli do parafii rzymskokatolickiej w Węsławiętach. Miejscowość podlegała pod Sąd Grodzki w Oszmianie i Okręgowy w Wilnie; właściwy urząd pocztowy mieścił się w Sołach.